# Ewoud Pletinckx
Ewoud Pletinckx (ur. 10 października 2000 w Zottegem) – belgijski piłkarz grający na pozycji środkowego obrońcy. Od 2013 jest zawodnikiem klubu SV Zulte Waregem.

## Kariera klubowa
Swoją piłkarską karierę Pletinckx rozpoczynał w juniorach takich klubów jak: KSV Geraardsbergen (2006-2009), KSV Sottegem (2009-2011), RFC Wetteren (2011-2013) i SV Zulte Waregem (2013-2018). W sezonie 2018/2019 awansował do pierwszego zespołu Zulte Waregem. 19 stycznia 2019 zadebiutował w jego barwach w pierwszej lidze belgijskiej w przegranym 1:2 domowym meczu z Royalem Antwerp FC. 2 kwietnia 2019 w zremisowanym 3:3 wyjazdowym spotkaniu z Cercle Brugge strzelił swojego pierwszego gola w karierze.
| Sezon   | Klub             | Kraj   | Rozgrywki       | Mecze | Gole |
| ------- | ---------------- | ------ | --------------- | ----- | ---- |
| 2018/19 | SV Zulte Waregem | Belgia | Eerste klasse A | 16    | 1    |
| 2019/20 | SV Zulte Waregem | Belgia | Eerste klasse A | 21    | 0    |
| 2020/21 | SV Zulte Waregem | Belgia | Eerste klasse A | 23    | 2    |

## Kariera reprezentacyjna
Pletinckx ma w swojej karierze występy w młodzieżowych reprezentacjach Belgii na szczeblach U-17, U-18, U-19 i U-21.